# Halston Sage
Halston Jean Schrage (Los Ángeles, California; 10 de mayo de 1993) es una actriz estadounidense.

## Biografía
Sage nació en Los Ángeles, California. Sus padres son Lenny y Tema. También tiene dos hermanos, Max y Kate Sage.

## Carrera
Sage comenzó en el mundo del modelaje a la edad de 14 años. Su carrera comenzó en 2011, cuando obtuvo el papel de Grace King en la serie How to Rock, la cual se estrenó el 4 de febrero de 2012. Interpretó el papel de Brianna en la película de drama adolescente The First Time apareciendo como extra. Sage, además, ha sido actriz invitada en series de Nickelodeon como Victorious y Bucket & Skinner's Epic Adventures. En 2013,  apareció en The Bling Ring, junto a Emma Watson. Trabajó como Nancy Arbuckle (personaje secundario) en Grown Ups 2, junto a Adam Sandler, Taylor Lautner, Kevin James y Chris Rock, y en Poker Night como personaje menor, con Beau Mirchoff y Ron Perlman. Halston interpretó a Amber Fitch en la serie de suspense Crisis, de la cadena NBC, junto con su compañero de How to Rock Max Schneider, la cual fue cancelada tras la primera temporada debido a su baja audiencia.
También tuvo un papel menor en la película de 2014 Townies, con Seth Rogen y Zac Efron.
Halston apareció en el episodio y vídeo musical de Victorious titulado "Beggin' on Your Knees". 
Además apareció en la película Paper Towns, junto a Nat Wolff y Cara Delevingne, interpretando a Lacey Pemberton.
En 2015, apareció en la película Goosebumps, junto a Jack Black, Dylan Minnette y Odeya Rush.

## Filmografía
| Año  | Título                                | Rol              | Notas                                       |
| ---- | ------------------------------------- | ---------------- | ------------------------------------------- |
| 2012 | Joan's Day Out                        | Jenna            | Cortometraje                                |
| 2012 | The First Time                        | Brianna          |                                             |
| 2013 | The Bling Ring                        | Amanda           |                                             |
| 2013 | Grown Ups 2                           | Nancy Arbuckle   |                                             |
| 2014 | Poker Night                           | Amy              |                                             |
| 2014 | Neighbors                             | Brooke           |                                             |
| 2015 | Ciudades de papel                     | Lacey Pemberton  |                                             |
| 2015 | Scouts Guide to the Zombie Apocalypse | Kendall          |                                             |
| 2015 | Goosebumps                            | Taylor           |                                             |
| 2017 | Before I Fall                         | Lindsay Edgecomb |                                             |
| 2017 | You Get Me                            | Alison           |                                             |
| 2017 | People You May Know                   | Tasha            | Directo a video                             |
| 2019 | The Last Summer                       | Erin             | Película de Netflix                         |
| 2019 | Dark Phoenix                          | Dazzler          | Cameo                                       |
| 2019 | Late Night                            | Zoe Martlin      |                                             |
| 2023 | Daughter of the Bride                 | Kate             |                                             |
| 2023 | The List                              | Abby             | Rol principal; también productora ejecutiva |

| Año     | Título                             | Rol            | Notas                                                                 |
| ------- | ---------------------------------- | -------------- | --------------------------------------------------------------------- |
| 2011    | Victorious                         | Sadie          | Invitada, episodio: "Beggin' on Your Knees" (temporada 2; episodio 1) |
| 2012    | How to Rock                        | Grace King     | Elenco principal                                                      |
| 2012    | Bucket & Skinner's Epic Adventures | Catherine Toms | Invitada, episodio: "Epic Crashers"                                   |
| 2014    | Crisis                             | Amber Fitch    | Elenco principal                                                      |
| 2017-19 | The Orville                        | Alara Kitan    | Elenco principal                                                      |
| 2019    | Magnum P.I.                        | Willa          | Invitada, episodio: "Winner Takes All"                                |
| 2019-21 | Prodigal Son                       | Ainsly Witly   | Elenco principal                                                      |